# Těšovice (okres Sokolov)
Těšovice (německy Teschwitz) jsou obec v okrese Sokolov v Karlovarském kraji. Rozkládá se na pravém břehu řeky Ohře ve východním sousedství města Sokolova, s obcí Královské Poříčí na protějším břehu Ohře ji spojuje most pro pěší a cyklisty. Žije zde 269 obyvatel.
Těšovice leží v katastrálním území Těšovice o rozloze 1,18 km².

## Název
Název vznikl pravděpodobně z původního slova Těšovci, označující obyvatele patřící Těšovi. Slovanské jméno Těš souviselo se slovesem těšiti. Stejný původ názvu mají v Čechách i Těšovice na Prachaticku i Těšovice, část obce Srbice v okrese Domažlice. Němečtí osídlenci, jež ves dosídlili, slovanský název převzali a přizpůsobili němčině do podoby Teschwitz.

## Historie
V lenní knize Nothaftů, která byla založena kolem roku 1360, se vyskytuje zmínka o Těšovicích, jako jedné z jejich 33 vsí. Tato zmínka však není datována. Ves se v datovaných písemných pramenech poprvé připomíná roku 1394, kdy na zdejší tvrzi (stávala zhruba v místech nynějšího domu čp. 1) sídlil jistý Beran z Těšovic (Beran de Teschowicz). S vysokou pravděpodobností se jedná o chybný přepis z Beran der Teschetitz a údaj se pojí s vsí Těšetice částí města Bochov v okrese Karlovy Vary.
V pozdějších dobách ves tvořila součást sokolovského panství.
Významným zásahem do struktury Těšovic se stala výstavba velkého chemického závodu v průběhu první světové války. Pro výstavbu továrny bylo vyvlastněno celkem 45,3 hektaru pozemků, z katastrálního území Těšovice 30,5 hektaru, Sokolova 14,7 hektaru, Královského Poříčí 0,1 hektaru. S výstavbou se započalo v listopadu 1916 a již v květnu 1918 se rozběhla pravidelná výroba karbidu vápníku, dusíkatého vápna a dusíku. K rychlému postupu stavby přispělo masové nasazení válečných zajatců ze zajateckého tábora v Jindřichovicích. V roce 1932 byla provedena změna hranic mezi katastrálními územími Sokolova a Těšovic a území Těšovice se zmenšilo o zhruba padesát hektarů.

## Přírodní poměry
Obec se nachází v Sokolovské pánvi. Horninové podloží je tvořeno třetihorními sedimenty s drobnějšími výskyty uhelné sloje. Na rozdíl od sousedních obcí Sokolova, Královského Poříčí a Starého Sedla se uhlí na území obce téměř netěžilo. Výjimkou byla prostorově i časově velmi omezená těžba nedaleko zaniklé cihelny. Vytěžené uhlí se využívalo k vypalování cihel. Provoz cihelny byl zastaven v roce 1942. Na území obce ústila 2892 m dlouhá štola Svatý Antonín, vybudovaná v letech 1844 až 1955 k odvodňování dolnorychnovských uhelných dolů. Ve východní části území se zvedá výrazný žulový blok Těšovického vrchu s vrcholem v nadmořské výšce 469 m.
Při severním okraji protéká řeka Ohře, jejíž levý břeh tvoří hranici katastrálního území obce. V roce 1986 byla na území obce u pravého břehu Ohře zahájena sokolovskou chemičkou výstavba tří dochlazovacích a sedimentačních rybníků. Po dokončení počátkem 90. let 20. století je jejich plocha 4,2 ha a celkový objem 52 tisíc m³. Z rybníků se stal významný vodní biotop. Svůj domov zde má kachna divoká a volavka popelavá. Při svém tahu sem zalétají kormoráni. Žije zde několik druhů obojživelníků a v okolí nádrží velké kolonie hmyzu, především vážek.
Na území obce se vlévá do Ohře zprava bezejmenný potok (místě zvaný Těšovický potok). Na jeho toku se nalézá tzv. Těšovický vodopád. V korytě potoka pod vodopádem se nachází historický hraniční mezník se znakem nosticovské kotvy, vymezující původní hranici panství.

## Obyvatelstvo
Slovanské obyvatelstvo, které v raném středověku proniklo až do horního Poohří, prošlo během 13. století kolonizačním procesem, v němž němečtí obyvatelé zcela asimilovali původní slovanské obyvatele a na dlouhou dobu se tím úplně změnilo místní jazykové prostředí. Český název Těšovice byl sice vedle německého názvu zaveden již roku 1854, teprve ve 20. století se při industriálním rozvoji začala vedle němčiny objevovat i čeština. Ze sčítání lidu z prosince 1930 vyplývá, že vedle 532 německých obyvatel bylo napočítáno 6 českých obyvatel. Po druhé světové válce došlo k odsunu německého obyvatelstva. Ve třech transportech od března do září 1946 bylo z obce vysídleno 312 německých obyvatel. Obec byla postupně dosídlena českým obyvatelstvem.
| Rok            | 1869 | 1880 | 1890 | 1900 | 1910 | 1921 | 1930 | 1950 | 1961 | 1970 | 1980 | 1991 | 2001 | 2011 | 2021 |
| -------------- | ---- | ---- | ---- | ---- | ---- | ---- | ---- | ---- | ---- | ---- | ---- | ---- | ---- | ---- | ---- |
| Počet obyvatel | 90   | 123  | 98   | 116  | 125  | 220  | 538  | 367  | 325  | 265  | 303  | 190  | 140  | 176  | 261  |
| Počet domů     | 15   | 19   | 19   | 21   | 20   | 22   | 54   | 90   | 90   | 72   | 88   | 75   | 50   | 60   | 87   |

## Obecní správa
Mezi lety 1850–1878 Těšovice patřily jako osada obce ke Vítkovu v okrese Falknov. V letech 1878–1960 byly obcí, která zahrnovala i část Horní Dvory (Berghöfe) v okrese Sokolov (v letech 1878–1910 Falknov a v letech 1921–1930 Falknov nad Ohří). Od 1. ledna 1961 do 31. prosince 1991 patřily jako část města k Sokolovu a od 1. ledna 1992 jsou opět samostatnou obcí.

### Obecní symboly
Znak a vlajka byly obci uděleny rozhodnutím předsedy Poslanecké sněmovny Parlamentu České republiky dne 25. března 2005.

## Doprava a turistika
Jihovýchodním okrajem podél hranice katastru, mimo obytné území obce, prochází dálnice D6.
S centrem Sokolova spojuje Těšovice silnice, vedoucí kolem okraje chemických závodů. V roce 1970 byla dokončena nová silnice a postaven most přes Ohři. Komunikace, jejímž účelem bylo odklonění kamionová dopravy z chemičky mimo zastavěnou oblast, nyní spojuje Těšovice i s obcí Královské Poříčí.
Turistům a cyklistům slouží nová lanová lávka, která nahradila původní lávku, která musela být kvůli dezolátnímu stavu stržena. Lávka je hojně využívaná i proto, že vede k zeleně značené turistické trase s napojením na páteřní cyklostezku Ohře do Královského Poříčí s pokračováním do Lokte.
Obec se však o lanový most přes řeku Ohři nestarala a most byl v roce 2020 kvůli havarijnímu stavu uzavřen.

## Pamětihodnosti
- Smírčí kříž
- Tvrz

## Galerie

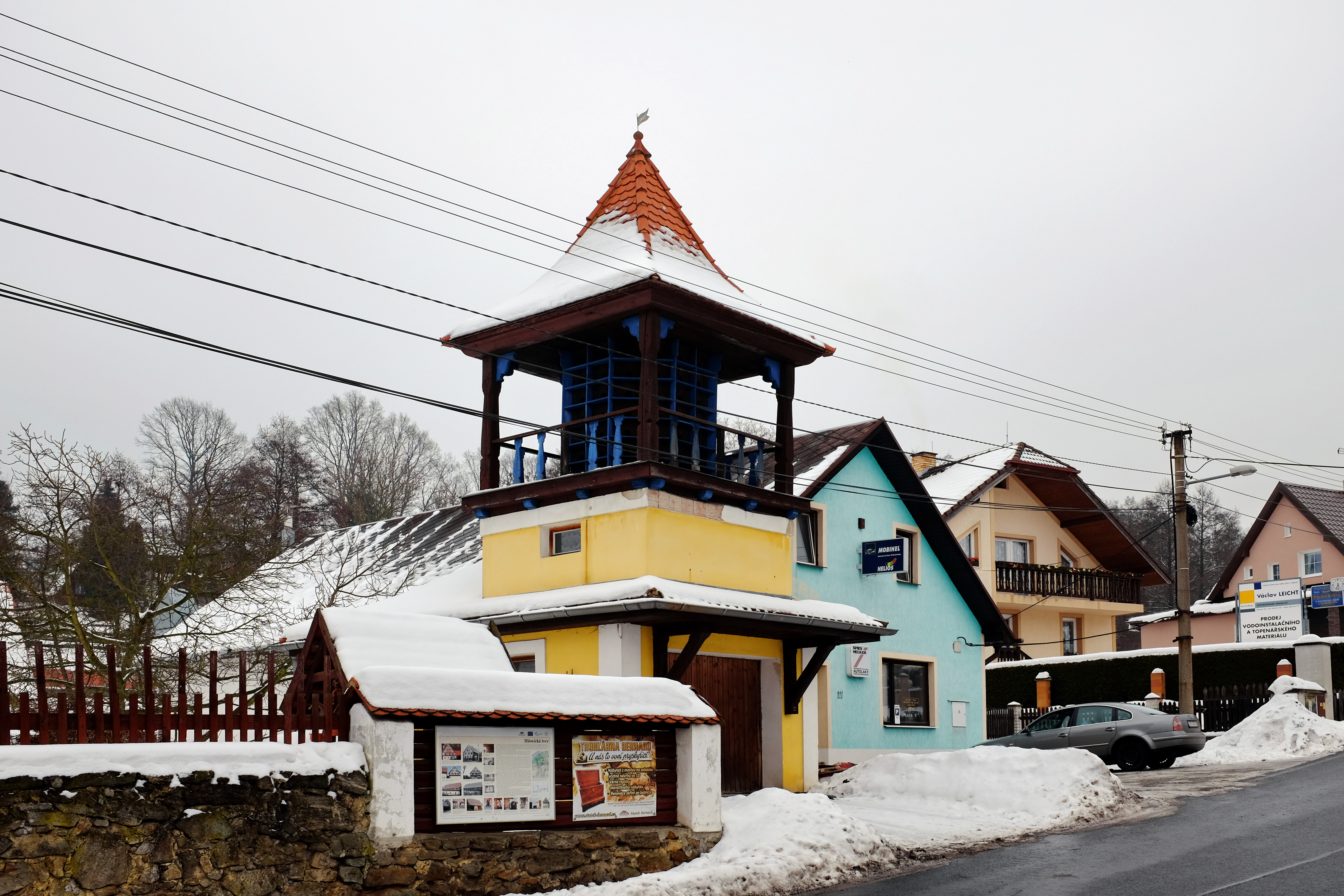
Zástavba nad tvrzí
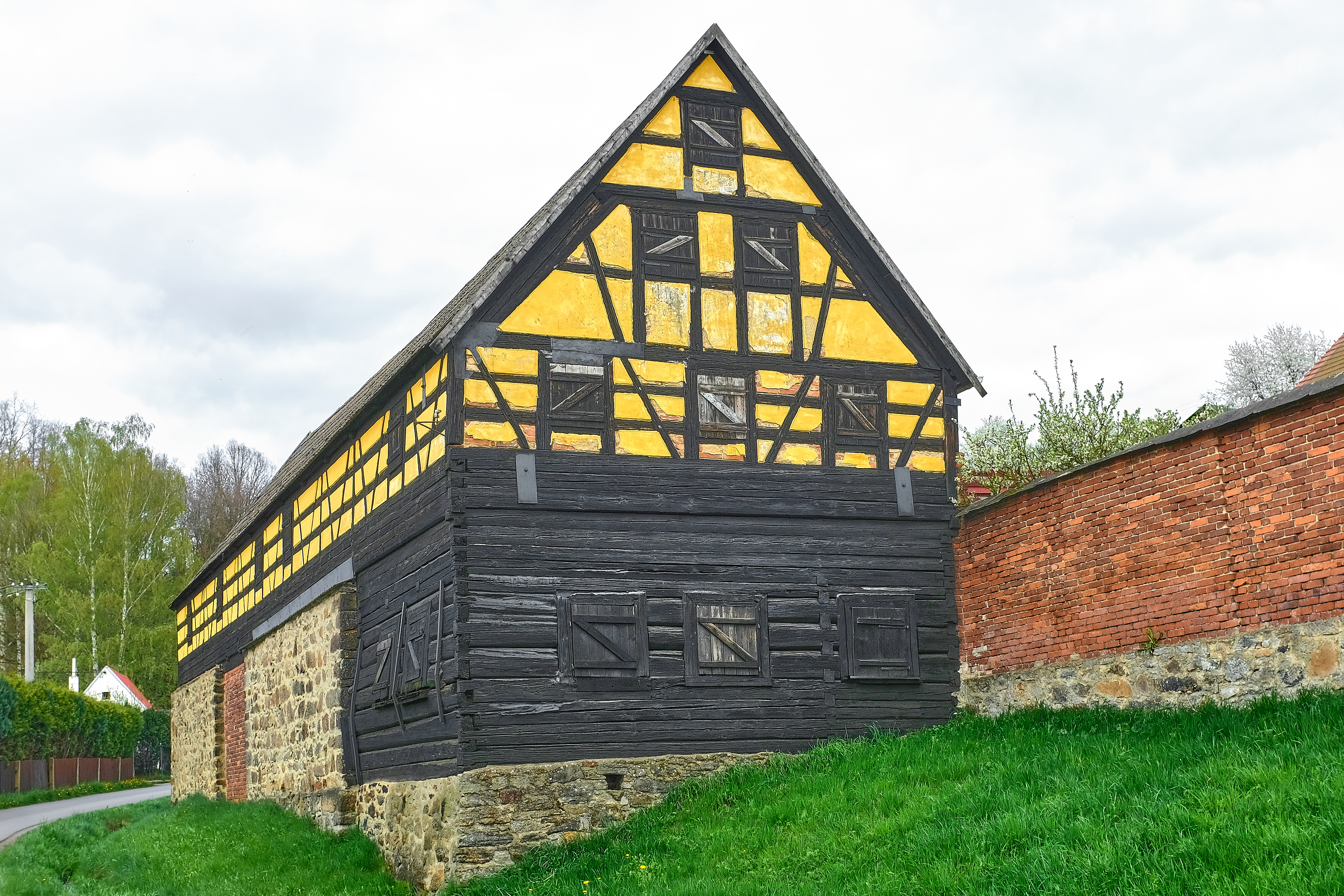
Hrázděný objekt
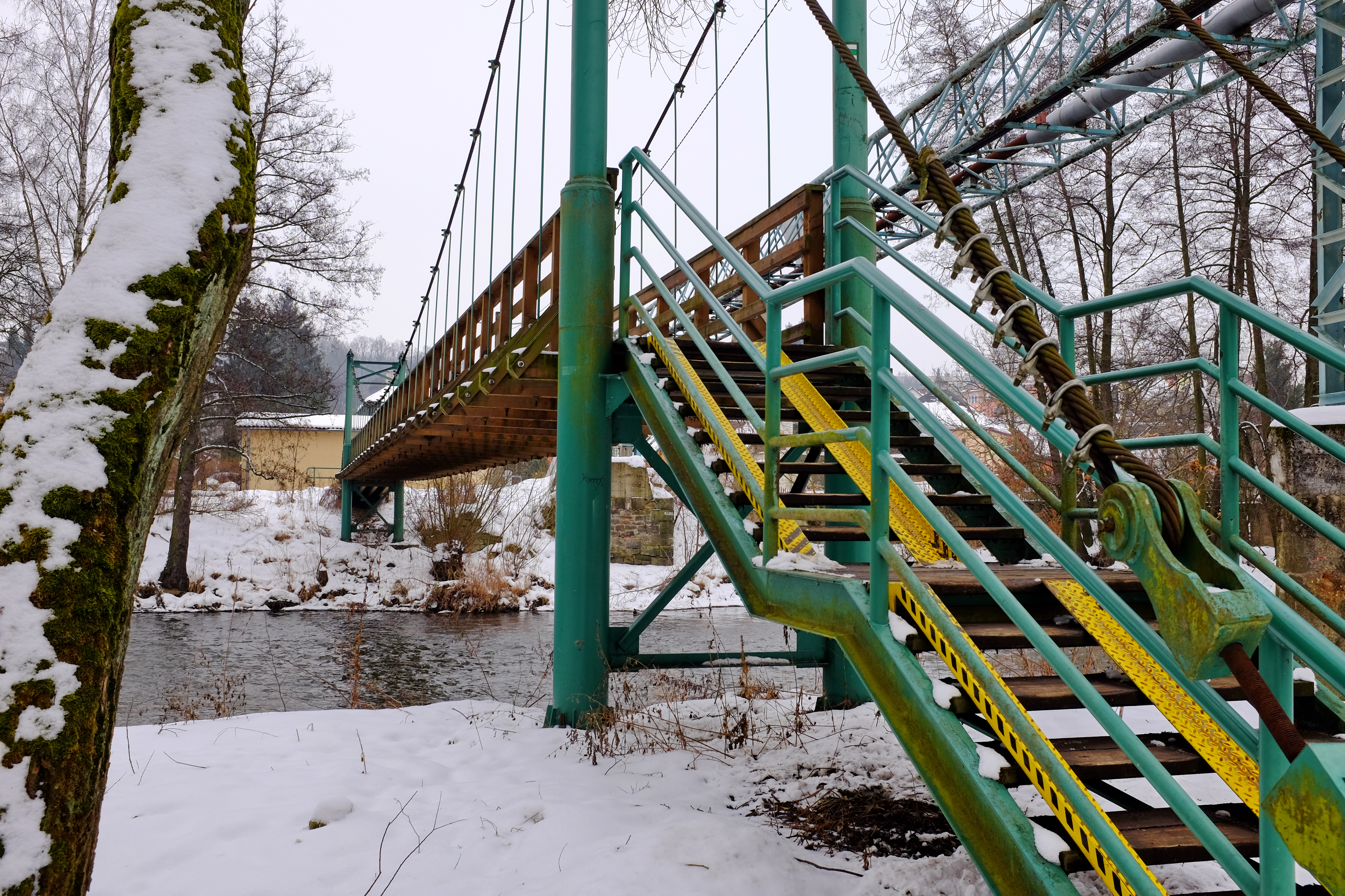
Lávka přes Ohři
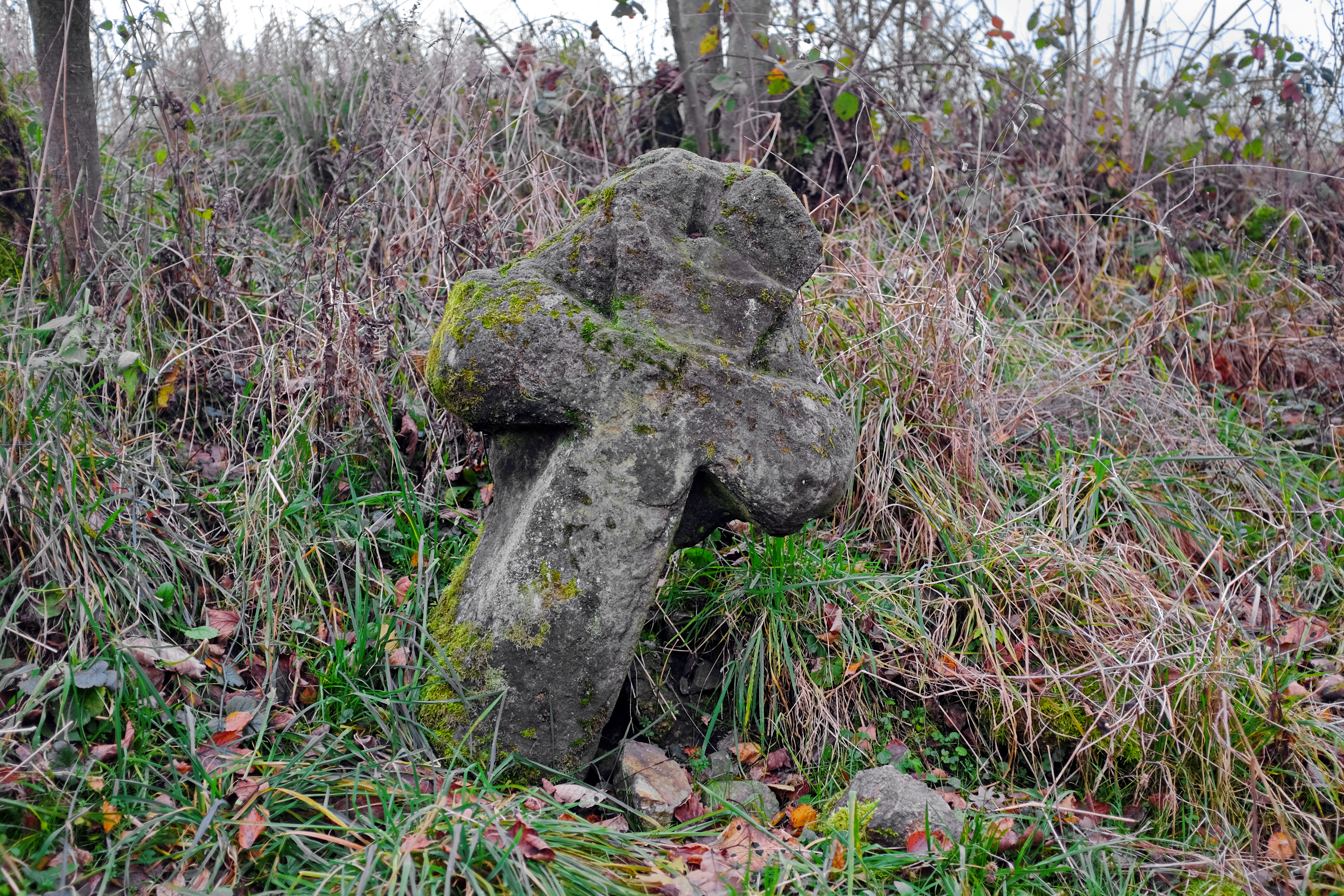
Smírčí kříž
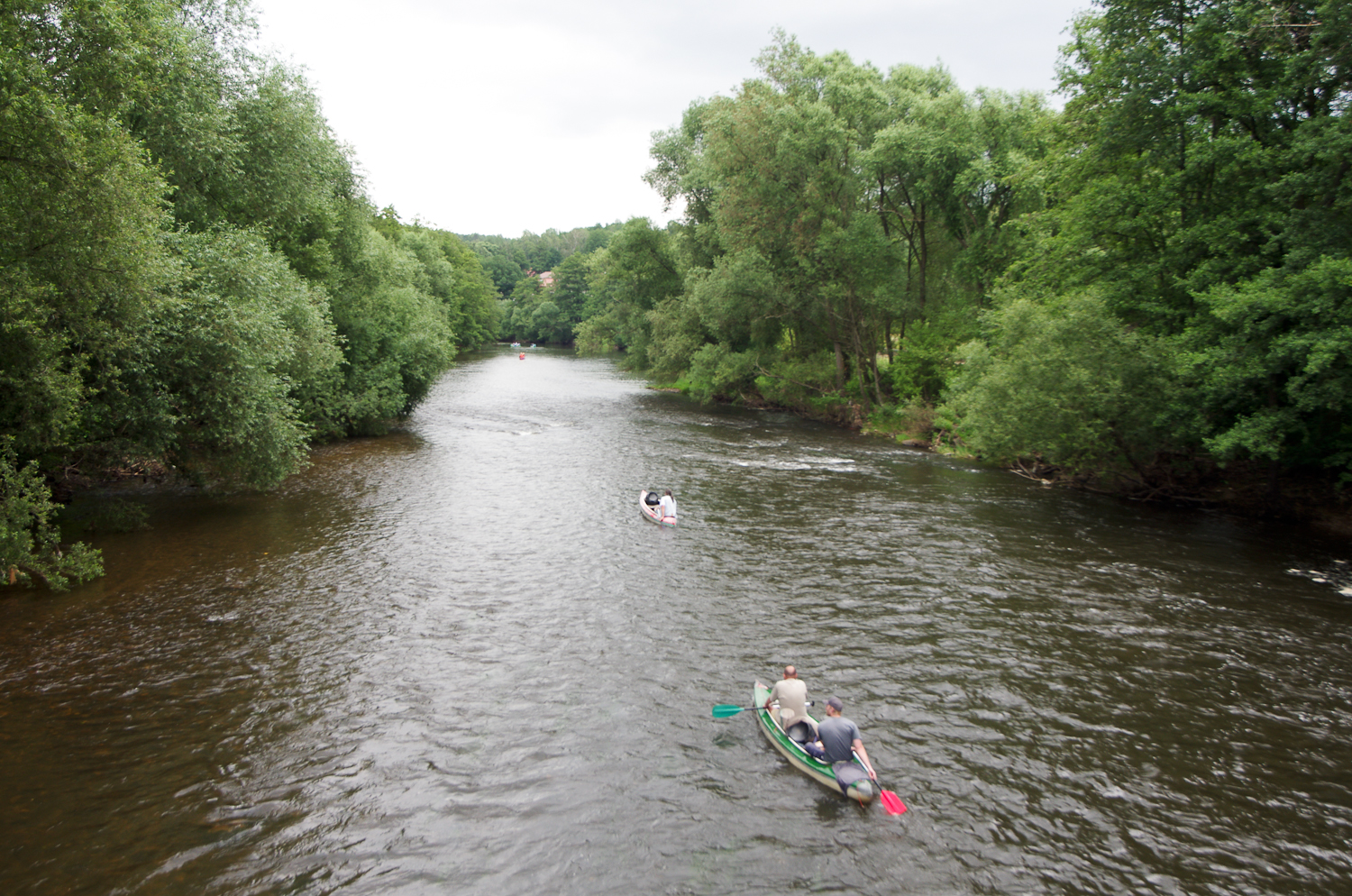
Ohře v Těšovicích
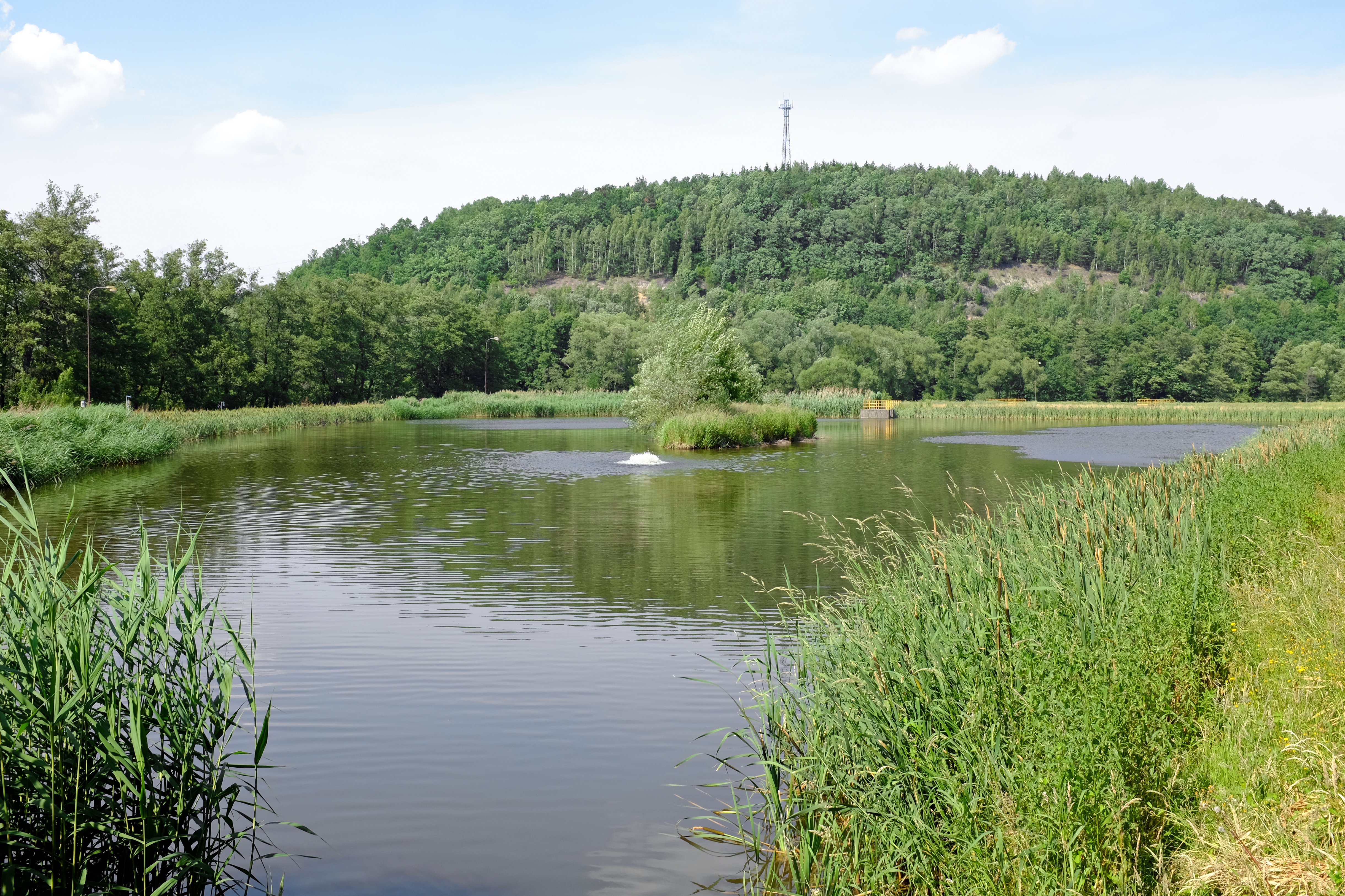
Dochlazovací rybník
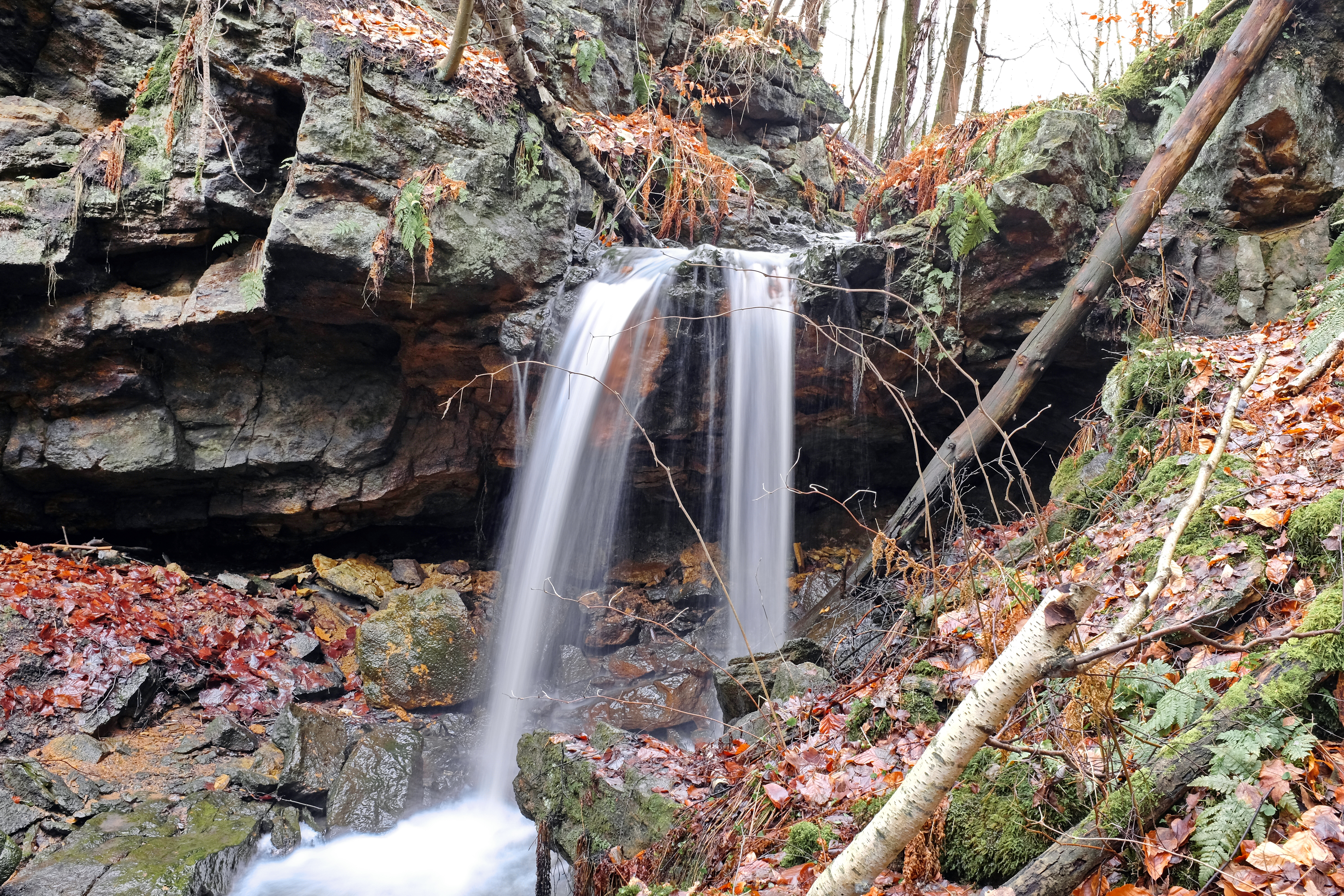
Těšovický vodopád